# Дом Радничке коморе у Београду
Дом Радничке коморе налази се у градској општини Савски венац, у Немањиној улици 28 у Београду. Уврштен је у споменик културе Србије.

## Историјат и архитектура
Објекат је саграђен 1928. године по пројекту српског архитекте Светислава Путника у духу академизма. Зграда је била намењена за потребе радничке класе, а касније је стављена у службу образовања и културног уздизања. Данас Дом Радничке коморе представља својеврстан трезор нематеријалне баштине. Радове на изградњи објекта водило је предузеће „Тунер и Вагнер“, које је за градњу користило армиран бетон и вештачки камен. Дом Радничке коморе састоји се од подрума, сутерена, виского приземља и четири спрата. У приземљу се налази позоришта сала у форми атријума. Унутрашњост Дома је била богати опремљена, а ентеријер је данас сачуван само у траговима, фасада је академски обликована у симетричној форми са хоризонталном поделом. Централни мотив на фасади био је улазни лучни портал са скулптурам арадника, који је зазидан а фигуре су изгубљене. Зграда је у време настанка била изузетно функционална са пословном и јавном наменом, уз могућност одседања у њој.
На предлог Завода за заштиту споменика културе града Београда, Влада Републике Србије уврстила је Дом Радничке коморе у споменик културе Србије.